# التلة (حمص)
التلّة هي قرية سوريّة من قرى وادي النصارى بريف حمص الغربي. تبعد عن مدينة حمص 44كم، وتجاور بلدتي الحواش وعناز. تمتد أراضيها الزراعية في سهل البقيعة الواسع، ويعمل معظم أهلها بالزراعة وتربية الحيوان، إذ تحوي أنواع حيوانية هامة تشكل مصدر الدخل الرئيسي لمعظم أبناءها. كما تتميز بكنيستها الأثرية التي بنيت منذ 250 عاماً، وبوجود الطواحين القديمة والقبو الاثري، وأوابد تاريخية أخرى.